# 裕隆回族乡
裕隆回族乡，是中华人民共和国四川省凉山彝族自治州西昌市下辖的一个乡镇级行政单位。

## 行政区划
裕隆回族乡下辖以下地区：
六堡村、裕隆村、三合村、永兴村、复兴村、安全村、长村、星宿村和兴富村。